# Lupcina, Suceava
Lupcina este un sat în comuna Ulma din județul Suceava, Bucovina, România.
Denumirea localității vine de la "lupci" - regionalism de la cuvântul "lupi", animale care dau târcoale satului în nopțile lungi de iarnă când intră de foame până în curțile oamenilor. Localitatea este înconjurată de pădure de brazi înalți pe rază de zeci de kilometri. Localitatea se află la aproximativ 40 de kilometri de comuna Straja.
 Acest articol despre o localitate din județul Suceava este deocamdată un ciot. Puteți ajuta Wikipedia prin completarea lui.